# Каража (язык)
Каража (иньа) – один из индейских языков Бразилии, относится к гипотетической макросемье макро-же, являясь в ней изолятом. Число носителей – около 3 600 человек, проживающие в долине реки Арагуая (штаты: Гояс, Токантинс, Мату-Гросу и Пара).
Интересной особенностью являются различия в речи мужчин и женщин, главное из которых – произношение женщинами звука /k/, который опускается в речи мужчин. Выделяют диалекты: северный каража, южный каража, шамбиоа и жавае. 
В языке 9 оральных гласных /i e ɛ, ɨ ə a, u o ɔ/, и 2 назальных гласных /ə̃ õ/. Имеется 12 согласных, две трети которых – переднеязычные. 

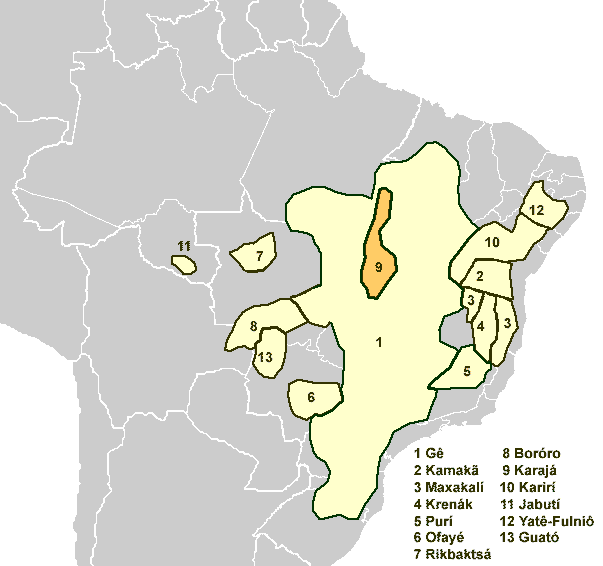
Распространение каража и других языков макро-же